# Langdon Park (DLR)

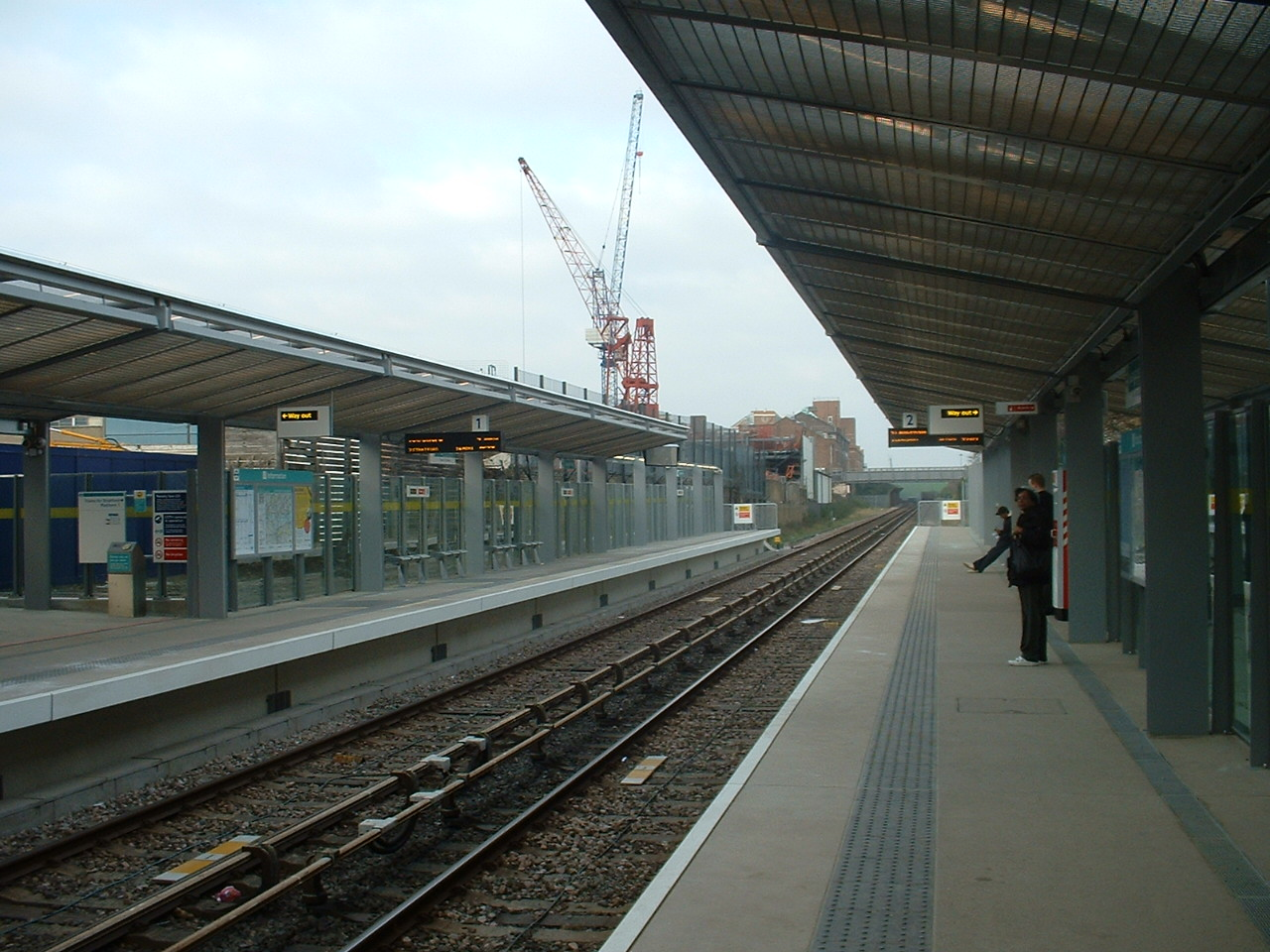
Seitenbahnsteige der Station

Langdon Park ist eine Station der Docklands Light Railway (DLR) im Londoner Stadtbezirk London Borough of Tower Hamlets. Sie liegt in der Travelcard-Tarifzone 2 zwischen der Carmen Street und der Hay Currie Street im Stadtteil Poplar.
Seit der Projektierung der Docklands Light Railway Mitte der 1980er Jahre war an der Strecke zwischen Poplar und Stratford der nachträgliche Bau von zwei weiteren Stationen vorgesehen. Eine davon war Carmen Street (später nach einer benachbarten Schule in Langdon Park umbenannt), die andere Pudding Mill Lane. Die ersten Projekte für die Station Langdon Park wurden im Jahr 2000 vorgestellt, dann aber wegen Geldmangels wieder fallengelassen. Im Juni 2005 nahm die Docklands Light Railway Limited ein Neubeurteilung vor und erhielt ein halbes Jahr später die Baugenehmigung. Die Bauarbeiten begannen am 17. November 2006, die Eröffnung erfolgte am 9. Dezember 2007.
Während der Hochblüte der Docklands befand sich etwa 150 Meter weiter nördlich der Bahnhof South Bromley der North London Railway. Der am 1. September 1884 eröffnete Bahnhof musste am 15. Mai 1944 geschlossen werden, als die Trasse nach zahlreichen Luftangriffen der deutschen Luftwaffe unpassierbar geworden war.